# Apostoł Andrzej (obraz El Greca)
Apostoł Andrzej – obraz hiszpańskiego malarza pochodzenia greckiego Dominikosa Theotokopulosa, znanego jako El Greco.
Portret Świętego Andrzeja należał do cyklu Apostolados. El Greco kilkakrotnie podjął się namalowania cyklu dwunastu portretów świętych i portretu Zbawiciela. Do dziś zachowały się w komplecie jedynie dwa zespoły; jeden znajduje się w zakrystii katedry w Toledo a drugi w Museo del Greco. Portret z budapeszteńskiego muzeum należy do serii niekompletnych, rozproszonych po różnych kolekcjach.

## Opis obrazu
Postać św. Andrzeja jest związana z Bizancjum, a w tradycji grecko-chrześcijańskiej znany jest jako Protocleitos. El Greco, wychowany na Krecie, ukazał apostoła jako mądrego starca, pełnego godności, o oczach przepełnionych mądrością i głębią być może przypominającego jego pierwszego nauczyciela-mistrza. Andrzej odziany jest w płaszcz na którym widać harmonicznie dobrane tony niebiesko-zielone i żółte. Refleksy światła widoczne są również na włosach i brodzie. Zgodnie z ikonografią chrześcijańską Andrzej przedstawiany był z krzyżem na którym zmarł śmiercią męczeńską. El Greco ograniczył się do ukazania ciężkiego drewnianego pala tworzącego przekątną obrazu. Majestatyczność postaci powoduje, iż symbol jest jedynie częścią kompozycji.

## Inne wersje
Portret Andrzeja Apostoła z budapeszteńskiego muzeum należy do grupy obrazów należących do cyklu portretów zwanych Apostolados powstałych w latach 1600–1614. Według Jose Gudiola należał on do Lopeza Cepero Collection z Sewilli, który zakupił całą serię od spadkobierców Jorge Manuela, syna El Greca. Wersje Apostołów Cepero, znajdują się obecnie w różnych kolekcjach. Przy ich tworzeniu w dużej mierze pomagał mistrzowi Luis Tristán, który przebywał w jego pracowni w latach 1603–1607. Harold Wethey również przypisuje atrybucje obrazu pracowni El Greca. Być może wersja budapeszteńska powstała na bazie portretu Apostoła Andrzeja z tzw. wersji Artache (obecnie w Plandiura Collection w Barcelonie); mniej dopracowaną. Bardzo podobną wersja znajduje się w Rhode Island School of Design w Providence i w Corcoran Gallery of Art w Waszyngtonie. Równie podobny wizerunek Apostoła Andrzeja znajduje się w Los Angeles County Museum of Art należący do tzw. serii apostołów z Almadrones. Jedyną różnicą jest ukazanie w dolnej części obrazu fragmentu poprzecznej belki krzyża. W dwóch innych odmiennych wersjach Apostoła Andrzeja z Muzeum El Greca i z Katedry z Toledo, święty trzyma już krzyż, a nie jedynie belkę.